# 曾虚白
曾燾（1895年4月19日—1994年1月5日），字煦白，筆名虛白，生於江蘇常熟，臺灣媒體工作者。

## 生平
1894年4月25日出生，為民初小說家曾樸之長子。畢業於上海聖約翰大學。1927年在天津參與創辦《庸報》。1928年在上海與其父創辦真善美書店。1932年2月在上海創辦《大晚報》。曾任國民政府行政院新聞局副局長。1949年遷居台灣，任中央通訊社社長、國立政治大學新聞學系主任兼新聞研究所所長。1974年八十大壽時，將各界壽禮捐設成立「曾虛白先生新聞事業獎基金」（今曾虛白先生新聞獎基金會），設置“曾虛白先生新聞獎”。1986年獲頒行政院文化獎。1992年獲中國文藝協會頒發中國文藝獎章榮譽獎章。1994年1月5日去世。

## 著作
《中國新聞史》、《民意原理》、《工業民主制度之理論與實踐》等。